# Rohan City

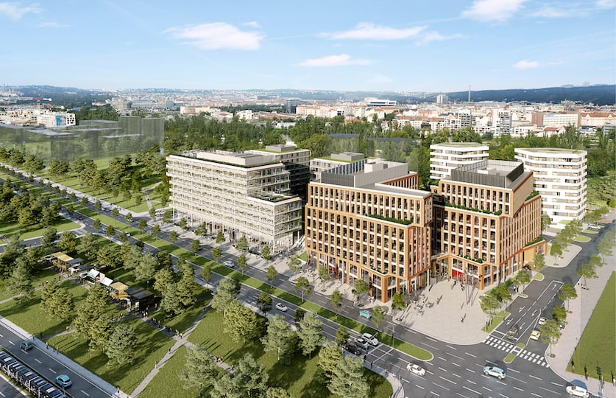
Erste Bauetappe

Rohan City ist ein Bauprojekt auf der ehemaligen Moldauinsel Rohan, die an die Prager Stadtviertel Karlín, Invalidovna und Libeň angrenzt. Geplant ist eine sehr weitreichende Revitalisierung der ehemaligen Industriebrache, wobei die Errichtung neuer Wohnhäuser und Bürogebäude ebenso Teil des Konzepts ist wie die Bereitstellung öffentlicher Einrichtungen und Dienstleistungen. So soll etwa auch eine öffentliche Schule neu errichtet werden. Das wichtigste verbindende Element des Projekts ist eine etwa einen Kilometer lange Uferpromenade, die parallel zu dem bereits bestehenden Radweg am rechten Moldauufer verlaufen wird, eine Verbindung zwischen städtischer Struktur und grünem Naherholungsgebiet.
Investor des 18 Milliarden Kronen (mehr als 7,3 Millionen EUR) teuren Projekts ist die Sekyra Group. In Rohan City sollen Wohnungen und Büros für etwa 13.000 Menschen entstehen. Der Bauabschluss ist für das Jahr 2035 anvisiert. Für das städtebauliche Konzept des neuen Quartiers zwischen der Liebener Brücke (Libeňský most) und Karlín, das im November 2018 den Prager Stadtrat passierte, zeichnet das Architekturbüro Pavel Hnilička architekti verantwortlich. Beteiligt an dem Projekt sind auch der dänische Urbanist Jan Gehl und die einheimische Architektin Eva Jiřičná.

## Beschreibung

Die Architektin Eva Jiřičná ist federführend bei der Planung des Bürogebäudes (A1).

Vor Baubeginn handelte es sich bei der Rohan-Insel um kaum mehr als um eine 21 Hektar große Brachfläche In der ersten Bauphase, die 2021 beginnt, werden nun Wohnhäuser errichtet und zwei Bürogebäude gebaut. An letzteren sind die tschechischen Architekten Eva Jiřičná und Jakub Cigler beteiligt. Der letzte Bauabschnitt soll bis Ende 2035 beendet sein.
In der ersten Bauphase werden gegenüber dem barocken ehemaligen Invalidenhaus (Invalidovna) zwei Wohnhäuser mit einer Kapazität von ungefähr 220 Wohnungen gebaut. Anschließend entstehen zwei Bürogebäude mit ca. 30.000 m² Bürofläche.
Die zweite Bauetappe betrifft das Gebiet westlich des Baukomplexes River Gardens in Karlín. Im Rahmen dieser zweiten Etappe wird neben neuen Gebäuden auch ein Park entstehen, welcher an den bereits bestehenden Kaizlovy-Garten anknüpfen wird.
Anschließend wird die Bebauung des zentralen Gebiets der Rohan-Insel in Angriff genommen. Für dieses Gebiet sind multifunktionale Gebäude mit Einzelhandelsflächen geplant. Das so entstehende natürliche Zentrum des neuen Viertels knüpft gleichzeitig an die Uferpromenade an.
Die Gewinner des Architekturwettbewerbes für die zweite Bauetappe sind die Ateliers Schindler Seko, Atelier bod architekti, Loxia, Qarta Architektura und A.D.N.S. Production. Die Vorarbeiten für diese Bauetappe werden zeitgleich mit der ersten Bauetappe gemacht. In die zweite Bauetappe fällt auch der Bau der einer neuen Moldaubrücke (Rohanský most), welche die Stadtteile Karlín und Holešovice (Prag 7) miteinander verbinden soll. Die Brücke ist ein wichtiges Element in der Entwicklung des erweiterten Prager Stadtzentrums. Für das Brückenprojekt ist von Seiten der Stadt ein Architekturwettbewerb geplant.
Gleichzeitig soll das Vorhaben der Stadt Prag, ein 25 Hektar großes Ufergrundstück zwischen dem bestehenden Radweg und der Moldau zu revitalisieren, umgesetzt werden. Die neu entstehenden Grünanlagen werden flächenmäßig mit dem beliebten Prager Stadtpark Stromovka (Baumgarten) konkurrieren.